# جلد مركب
الجلد المركب هو جلد مصنوع من الجلد المعاد تدويره ويكون عبارة عن القطع والقُصاصات والنحاتات التي عادة ما ترسلها الشركات العاملة في صناعة الجلود إلى مراكز دفن النفايات. ويطلق على نوع الجلد المستخدم على وجه التحديد في صناعة الجلد المركب اسم «الأزرق الرطب». وتأتي هذه المواد الخام، التي تتميز بلون يماثل بيض البط الأزرق (ومن هنا جاءت التسمية)، مباشرة من دباغة الجلد.

## الخصائص
يتميز الجلد المركب بإمكانية قطع أعلى من الجلد التقليدي. وذلك لأن المادة هي مواد مصنوعة يدويًا من الألياف الجلدية، وتُنتج في لفات عرضها 1,4 متر وغير مشتقة من جلود الحيوانات، مثلما هو الحال في الجلود التقليدية.
يبلغ الجلد المستخلص من جلد الحيوانات بأقصى حد له 914,4 ملم (36 بوصة) و2,286 ملم (90 بوصة) طولاً، في حين أن الجلد المركب متاح، مقطعًا بالطول، من لفة يبلغ عرضها 1.4 مترًا (55 بوصة). وهذا بدوره يؤدي إلى خسارة أقل ويُحد من تكاليف المواد.
يُقدم الجلد المركب تشطيبًا متماثلاً محافظًا إلى حد كبير على مطابقة كل دفعة مصنَّعة لما قبلها. ويخلو من العيوب الطبيعية المرتبطة بالجلد الحقيقي المصنوع من جلود الحيوانات (والتي تحمل دائمًا علامات أصلها الطبيعي).
وفيما يلي تظهر خصائص جلود الحيوانات:
- الندبات المعالجة: الناجمة عن أضرار الأسلاك الشائكة أو عن طريق قرون ماشية أخرى.
- علامات الكبر: الواضحة جدًا في منطقة الرقبة.
- تنوع التحبب: يتفاوت من كونه متباعدًا في مناطق البطن والخاصرة ويضيق نسبيًا فوق العمود الفقري.
- تباين الظل: يختلف جلد كل حيوان باختلاف تركيب التحبب، مما يعني استخدام الأصباغ ومواد الصقل المتغلغلة بدرجات متفاوتة. وهذا يعني أن التماثل يكون غير ممكن أحيانًا.[3]

يقل وزن الجلد المركب بنسبة تصل إلى 50% عن الجلود التقليدية ويمكن أن يقل وزنه بنسبة تصل إلى 30% عن الموكيت. وبالنسبة لشركات النقل التجارية مثل تلك التي تقدم خدمات الحافلة أو الأتوبيس، فيتيح تخفيض الوزن لهم إمكانية تقليل استهلاك الوقود.

## الاستخدامات
يُعتمد على الجلد المركب على نحو متزايد كبديل للجلود التقليدية في لباس القدم والبضائع الجلدية (بما في ذلك مجلدات الوثائق والحقائب والمحافظ) ومقاعد شركة الطيران ومقاعد السيارة الأجرة وتنجيد السيارة ومواد التنجيد البحرية والتجارية والمحلية.

## وصلات خارجية
- Classifying miscellaneous leather or composition leather items: http://www.businesslink.gov.uk/bdotg/action/detail?itemId=1080282147&type=RESOURCES
- The 2009 World Forecasts of Composition Leather with a Leather or Leather Fiber Base in the Forms of Slabs, Sheets, or Strip Export Supplies: http://www.researchandmarkets.co.uk/reportinfo.asp?report_id=665665
- The 2009 Import and Export Market for Composition Leather with a Leather or Leather Fiber Base in the Forms of Slabs, Sheets, or Strip in the United Kingdom: http://www.researchandmarkets.co.uk/reportinfo.asp?report_id=1077554
- Imports of Manufacturers of Leather or Composition Leather (Saddlery and Harness): http://www.craftsintheenglishcountryside.org.uk/pdfs/Table%2013.pdf
- UK Manufacturers of Composition Leather http://www.eleathergroup.com/